# 董雷 (纪委书记)
董雷（1942年11月—），河南开封人，河南农学院畜牧兽医系毕业，中共中央党校研究生学历。1965年5月加入中国共产党，是中共第十五、十六届中央纪律检查委员会委员。曾任中共陕西省委副书记、省纪委书记。

## 从政经历
兽医专业毕业的董雷，早年曾是一名乡村兽医站的技术员，后进入基层党务部门工作；曾历任汝南县公社党委副书记、书记、县委副书记。
1983年，董雷升任中共河南省驻马店地区委员会副书记、驻马店行政公署专员；1986年，转任信阳地委副书记、行署专员；1988年，晋升信阳地委书记；1995年3月，出任中共河南省纪委副书记，当年12月，被任命为中共河南省委常委、省纪委书记。1997年9月，在中共十五大上，当选中纪委委员。
2001年10月，59岁的董雷离开家乡河南，调升中共陕西省委副书记、兼省纪委书记；并在2002年10月召开的中共十六大上，连任中纪委委员。2006年5月，退休。
2010年10月，个人著作《耕耘》由陕西人民出版社出版。

## 家庭
董劲威，子，1972年生，现任西安市碑林区区委副书记。